# Tetrastichus djuritschae
Tetrastichus djuritschae är en stekelart som beskrevs av Kostjukov 1979. Tetrastichus djuritschae ingår i släktet Tetrastichus och familjen finglanssteklar.
Artens utbredningsområde är Moldavien. Inga underarter finns listade i Catalogue of Life.